# Habiba Ghribi
Habiba al-Ghribi-Boudra (in arabo حبيبة الغريبي بودرة‎?; Qayrawan, 9 aprile 1984) è una mezzofondista e siepista tunisina, prima donna tunisina a raggiungere la finale olimpica in una gara di atletica leggera.
Detiene il record nazionale tunisino sui 3000 metri siepi, ottenuto per la prima volta nel 2005, in occasione dei Mondiali di Helsinki e migliorato fino all'attuale tempo di 9'08"37, ottenuto ai Giochi olimpici di Londra 2012 e che le valse inizialmente la medaglia d'argento, successivamente diventata d'oro a causa della squalifica per doping della russa Julija Zaripova.
Vinse la medaglia d'argento anche ai campionati del mondo di Taegu 2011, anche in questo caso successivamente d'oro a causa della squalifica della stessa Zaripova.

## Progressione

### 3000 metri siepi
| Stagione | Risultato | Luogo    | Data      | Rank. Mond. |
| -------- | --------- | -------- | --------- | ----------- |
| 2013     | 9'22"20   | Doha     | 10-5-2013 | 7ª          |
| 2012     | 9'08"37   | Londra   | 6-8-2012  | 3ª          |
| 2011     | 9'11"97   | Taegu    | 30-8-2011 | 2ª          |
| 2010     | -         | -        | -         | -           |
| 2009     | 9'12"52   | Berlino  | 17-8-2010 | 6ª          |
| 2008     | 9'25"50   | Pechino  | 15-8-2008 | 16ª         |
| 2007     | 9'50"04   | Bordeaux | 5-7-2007  | n/d         |
| 2006     | 10'10"93  | Bambous  | 11-8-2006 | 114ª        |
| 2005     | 9'51"49   | Helsinki | 6-8-2005  | 40ª         |

## Palmarès

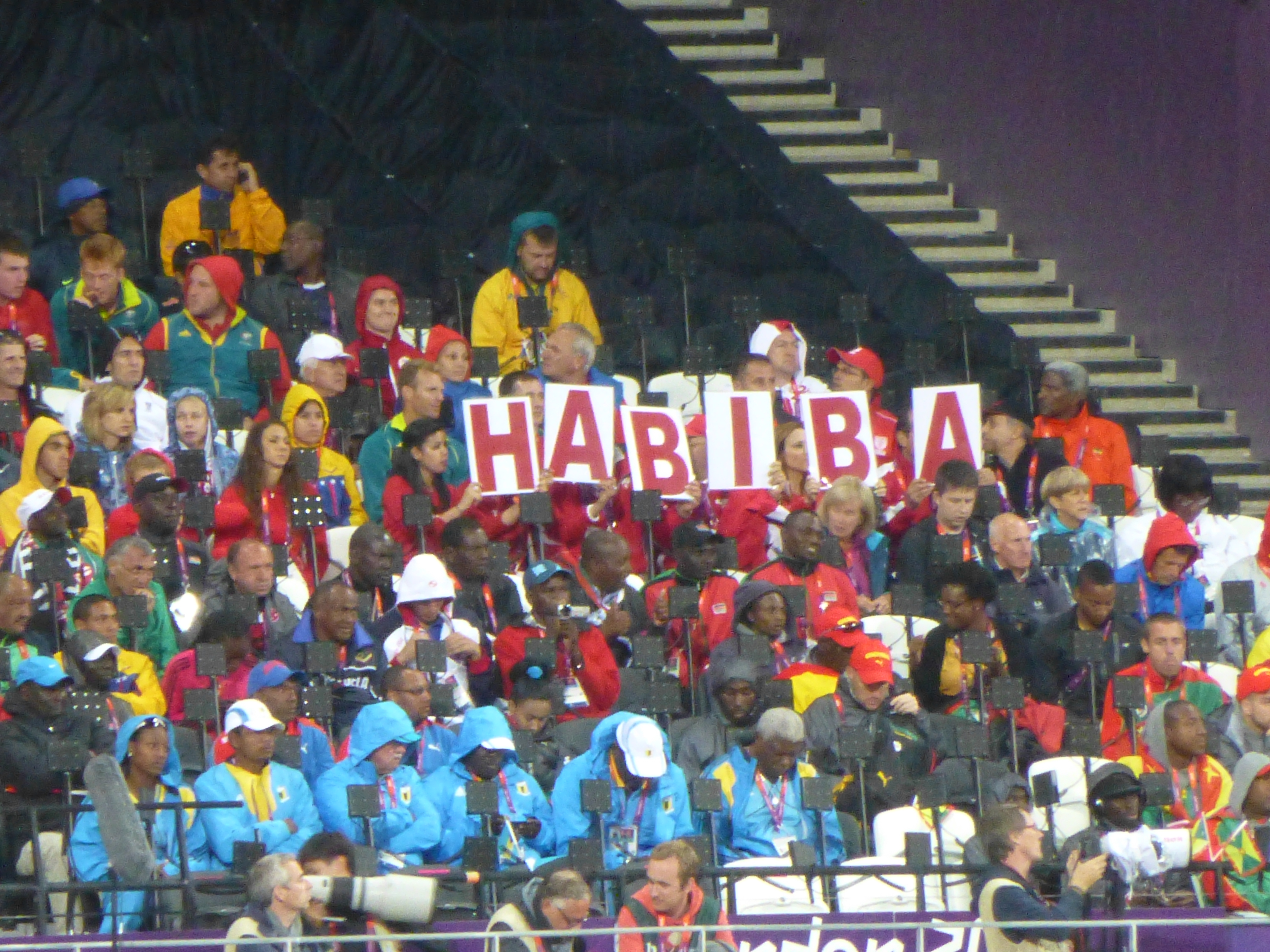
Sostenitori di Habiba Ghribi ai Giochi olimpici di Londra 2012

| Anno | Manifestazione          | Sede           | Evento         | Risultato | Prestazione                   | Note                                     |
| ---- | ----------------------- | -------------- | -------------- | --------- | ----------------------------- | ---------------------------------------- |
| 2000 | Mondiali di cross       | Vilamoura      | Corsa juniores | 46ª       | 22'42"                        |                                          |
| 2002 | Mondiali di cross       | Dublino        | Corsa breve    | 76ª       | 15'01"                        |                                          |
| 2002 | Africani                | Radès          | 5000 m piani   | 11ª       |                               |                                          |
| 2003 | Mondiali di cross       | Losanna        | Corsa juniores | 23ª       | 22'48"                        |                                          |
| 2004 | Mondiali di cross       | Bruxelles      | Corsa breve    | 68ª       | 14'43"                        |                                          |
| 2005 | Mondiali di cross       | Saint-Galmier  | Corsa breve    | 48ª       | 14'35"                        |                                          |
| 2005 | Mondiali                | Helsinki       | 3000 m siepi   | Batteria  | 9'51"49                       | Record nazionale                         |
| 2006 | Africani                | Bambous        | 3000 m siepi   | Argento   | 10'10"93                      | Miglior prestazione personale stagionale |
| 2008 | Giochi olimpici         | Pechino        | 3000 m siepi   | 12ª       | 9'36"43 (9'25"50 in batteria) | Record nazionale                         |
| 2009 | Mondiali di cross       | Amman          | Corsa seniores | 41ª       | 28'50"                        |                                          |
| 2009 | Giochi del Mediterraneo | Pescara        | 1500 m piani   | Bronzo    | 4'12"37                       | Miglior prestazione personale            |
| 2009 | Mondiali                | Berlino        | 3000 m siepi   | 5ª        | 9'12"52                       | Record nazionale                         |
| 2011 | Mondiali                | Taegu          | 3000 m siepi   | Oro       | 9'11"97                       | Record nazionale                         |
| 2012 | Giochi olimpici         | Londra         | 3000 m siepi   | Oro       | 9'08"37                       | Record nazionale                         |
| 2014 | Campionati africani     | Marrakech      | 1500 m piani   | 6ª        | 4'14"51                       |                                          |
| 2014 | Campionati africani     | Marrakech      | 3000 m siepi   | 5ª        | 9'41"30                       |                                          |
| 2015 | Mondiali                | Pechino        | 3000 m siepi   | Argento   | 9'19"24                       |                                          |
| 2016 | Giochi olimpici         | Rio de Janeiro | 3000 m siepi   | 12ª       | 9'28"75                       |                                          |
| 2018 | Giochi del Mediterraneo | Tarragona      | 3000 m siepi   | Argento   | 9'34"62                       |                                          |
| 2018 | Africani                | Asaba          | 1500 m piani   | dns       | dns                           |                                          |